# Top Teams Cup 2003–2004 (damer)
Top Teams Cup 2003-2004 var den 32:a upplagan av tävlingen, som är den näst mest prestigefyllda tävlingen i volleyboll för klubblag i Europa. Tävlingen spelades 24 oktober 2003 till 1 april 2004 och 34 lag från CEV:s medlemsförbund deltog. Vakıfbank GS vann turneringen för första gången genom att besegra SSV Ulm 1846 i finalen i Bursa, Turkiet. Neslihan Demir utsågs till mest värdefulla spelare.

## Deltagande lag
| - USSP Albi - VK Universitet-Technolog - VK Slávia EU Bratislava - VK Královo Pole - CS Rapid București - Kruh Tjеrkаsy - Tarmo Volley Hämeenlinna - Holte IF - Vakıfbank GS | - ŽOK Polo Kalesija - Katrineholms VK - Longa '59 - AEL Limassol - Apollon Limassol - BTV Luzern - CS Madeira - Castêlo da Maia GC - USC Münster | - OK HIT Nova Gorica - DHG Odense - Jinestra Odesa - VV Pollux - Örebro Volley - VC Unic Piatra Neamț - PTPS Piła - Speks-R Riga - Filathlītikos OGT | - Schwechat Post - VK Levski Sofia - KS Studenti Tiranë - Datovoc Tongeren - SSV Ulm 1846 - OK Velika Gorica - FO Vrilīssiōn |

## Turneringen[2]

### Kval
| Grupp 1          | Grupp 2           | Grupp 3            | Grupp 4              | Grupp 5            | Grupp 6                  |
| ---------------- | ----------------- | ------------------ | -------------------- | ------------------ | ------------------------ |
| VK Královo Pole  | ŽOK Polo Kalesija | AEL Limassol       | Apollon Limassol     | CS Rapid București | VK Universitet-Technolog |
| Longa '59        | BTV Luzern        | OK HIT Nova Gorica | Castêlo da Maia GC   | Holte IF           | Kruh Tjеrkаsy            |
| USC Münster      | CS Madeira        | Jinestra Odesa     | VC Unic Piatra Neamț | Örebro Volley      | Tarmo Volley Hämeenlinna |
| OK Velika Gorica | DHG Odense        | FO Vrilīssiōn      | KS Studenti Tiranë   | Speks-R Riga       | Katrineholms VK          |

#### Grupp 1
- Spelplats: Brno, Slovakien

##### Resultat
| 24 oktober 2003 Brno Speltid: n.d. - Åskådare: 380 | USC Münster      | 3 - 0 | Longa '59        | 25-20, 25-21, 25-9         |
| 24 oktober 2003 Brno Speltid: n.d. - Åskådare: 500 | VK Královo Pole  | 3 - 1 | OK Velika Gorica | 26-24, 25-16, 24-26, 25-17 |
| 25 oktober 2003 Brno Speltid: n.d. - Åskådare: 200 | Longa '59        | 3 - 0 | OK Velika Gorica | 25-19, 25-22, 25-14        |
| 25 oktober 2003 Brno Speltid: n.d. - Åskådare: 400 | USC Münster      | 3 - 0 | VK Královo Pole  | 25-22, 25-17, 25-23        |
| 26 oktober 2003 Brno Speltid: n.d. - Åskådare: 180 | OK Velika Gorica | 0 - 3 | USC Münster      | 16-25, 8-25, 12-25         |
| 26 oktober 2003 Brno Speltid: n.d. - Åskådare: 300 | VK Královo Pole  | 3 - 1 | Longa '59        | 20-25, 25-22, 25-19, 25-23 |

##### Sluttabell
| Pos. | Lag              | Pt | M | V | F | SV | SF | Kvot  | PV  | PF  | Kvot  |
| ---- | ---------------- | -- | - | - | - | -- | -- | ----- | --- | --- | ----- |
| 1    | USC Münster      | 6  | 3 | 3 | 0 | 9  | 0  | MAX   | 225 | 148 | 1.520 |
| 2    | VK Královo Pole  | 5  | 3 | 2 | 1 | 6  | 5  | 1.200 | 257 | 247 | 1.040 |
| 3    | Longa '59        | 4  | 3 | 1 | 2 | 4  | 6  | 0.667 | 214 | 225 | 0.951 |
| 4    | OK Velika Gorica | 3  | 3 | 0 | 3 | 1  | 9  | 0.111 | 174 | 250 | 0.696 |

#### Grupp 2
- Spelplats: Luzern, Schweiz

##### Resultat
| 24 oktober 2003 Lucerna Speltid: n.d. - Åskådare: 80  | ŽOK Polo Kalesija | 0 - 3 | CS Madeira        | 21-25, 20-25, 12-25               |
| 24 oktober 2003 Lucerna Speltid: n.d. - Åskådare: 130 | BTV Luzern        | 3 - 0 | DHG Odense        | 25-17, 25-19, 25-16               |
| 25 oktober 2003 Lucerna Speltid: n.d. - Åskådare: 250 | ŽOK Polo Kalesija | 1 - 3 | BTV Luzern        | 14-25, 12-25, 25-20, 16-25        |
| 25 oktober 2003 Lucerna Speltid: n.d. - Åskådare: 62  | CS Madeira        | 3 - 0 | DHG Odense        | 25-19, 25-12, 25-15               |
| 26 oktober 2003 Lucerna Speltid: n.d. - Åskådare: 160 | DHG Odense        | 3 - 1 | ŽOK Polo Kalesija | 25-17, 25-20, 22-25, 25-18        |
| 26 oktober 2003 Lucerna Speltid: n.d. - Åskådare: 300 | BTV Luzern        | 2 - 3 | CS Madeira        | 25-22, 19-25, 25-17, 20-25, 13-15 |

##### Sluttabell
| Pos. | Lag               | Pt | M | V | F | SV | SF | Kvot  | PV  | PF  | Kvot  |
| ---- | ----------------- | -- | - | - | - | -- | -- | ----- | --- | --- | ----- |
| 1    | CS Madeira        | 6  | 3 | 3 | 0 | 9  | 2  | 4.500 | 254 | 201 | 1.264 |
| 2    | BTV Luzern        | 5  | 3 | 2 | 1 | 8  | 4  | 2.000 | 272 | 223 | 1.220 |
| 3    | DHG Odense        | 4  | 3 | 1 | 2 | 3  | 7  | 0.429 | 195 | 230 | 0.848 |
| 4    | ŽOK Polo Kalesija | 3  | 3 | 0 | 3 | 2  | 9  | 0.222 | 200 | 267 | 0.749 |

#### Grupp 3
- Spelplats: Nova Gorica, Slovenien

##### Resultat
| 24 oktober 2003 Nova Gorica Speltid: n.d. - Åskådare: 92  | Jinestra Odesa     | 2 - 3 | FO Vrilīssiōn      | 15-25, 28-30, 25-18, 25-22, 13-15 |
| 24 oktober 2003 Nova Gorica Speltid: n.d. - Åskådare: 350 | AEL Limassol       | 0 - 3 | OK HIT Nova Gorica | 15-25, 18-25, 13-25               |
| 25 oktober 2003 Nova Gorica Speltid: n.d. - Åskådare: 49  | Jinestra Odesa     | 3 - 0 | AEL Limassol       | 25-14, 25-14, 25-13               |
| 25 oktober 2003 Nova Gorica Speltid: n.d. - Åskådare: 460 | OK HIT Nova Gorica | 0 - 3 | FO Vrilīssiōn      | 12-25, 22-25, 24-26               |
| 26 oktober 2003 Nova Gorica Speltid: n.d. - Åskådare: 59  | FO Vrilīssiōn      | 3 - 0 | AEL Limassol       | 25-18, 25-19, 25-17               |
| 26 oktober 2003 Nova Gorica Speltid: n.d. - Åskådare: 490 | OK HIT Nova Gorica | 0 - 3 | Jinestra Odesa     | 23-25, 17-25, 17-25               |

##### Sluttabell
| Pos. | Lag                | Pt | M | V | F | SV | SF | Kvot  | PV  | PF  | Kvot  |
| ---- | ------------------ | -- | - | - | - | -- | -- | ----- | --- | --- | ----- |
| 1    | FO Vrilīssiōn      | 6  | 3 | 3 | 0 | 9  | 2  | 4.500 | 261 | 218 | 1.197 |
| 2    | Jinestra Odesa     | 5  | 3 | 2 | 1 | 8  | 3  | 2.667 | 256 | 208 | 1.231 |
| 3    | OK HIT Nova Gorica | 4  | 3 | 1 | 2 | 3  | 6  | 0.500 | 190 | 197 | 0.964 |
| 4    | AEL Limassol       | 3  | 3 | 0 | 3 | 0  | 9  | 0.000 | 141 | 225 | 0.627 |

#### Grupp 4
- Spelplats: Tirana, Albanien

##### Resultat
| 24 oktober 2003 Tirana Speltid: n.d. - Åskådare: 100 | VC Unic Piatra Neamț | 0 - 3 | Castêlo da Maia GC   | 18-25, 20-25, 21-25               |
| 24 oktober 2003 Tirana Speltid: n.d. - Åskådare: 500 | KS Studenti Tiranë   | 3 - 0 | Apollon Limassol     | 25-15, 25-14, 25-17               |
| 25 oktober 2003 Tirana Speltid: n.d. - Åskådare: 50  | Apollon Limassol     | 0 - 3 | Castêlo da Maia GC   | 17-25, 4-25, 13-25                |
| 25 oktober 2003 Tirana Speltid: n.d. - Åskådare: 800 | KS Studenti Tiranë   | 2 - 3 | VC Unic Piatra Neamț | 16-25, 12-25, 25-20, 25-17, 13-15 |
| 26 oktober 2003 Tirana Speltid: n.d. - Åskådare: 135 | VC Unic Piatra Neamț | 3 - 0 | Apollon Limassol     | 25-13, 25-17, 25-13               |
| 26 oktober 2003 Tirana Speltid: n.d. - Åskådare: 950 | Castêlo da Maia GC   | 3 - 1 | KS Studenti Tiranë   | 27-25, 25-16, 23-25, 26-24        |

##### Sluttabell
| Pos. | Lag                  | Pt | M | V | F | SV | SF | Kvot  | PV  | PF  | Kvot  |
| ---- | -------------------- | -- | - | - | - | -- | -- | ----- | --- | --- | ----- |
| 1    | Castêlo da Maia GC   | 6  | 3 | 3 | 0 | 9  | 1  | 9.000 | 251 | 183 | 1.372 |
| 2    | VC Unic Piatra Neamț | 5  | 3 | 2 | 1 | 6  | 5  | 1.200 | 236 | 209 | 1.129 |
| 3    | KS Studenti Tiranë   | 4  | 3 | 1 | 2 | 6  | 6  | 1.000 | 256 | 249 | 1.028 |
| 4    | Apollon Limassol     | 3  | 3 | 0 | 3 | 0  | 9  | 0.000 | 123 | 225 | 0.547 |

#### Grupp 5
- Spelplats: Riga, Lettland

##### Resultat
| 24 oktober 2003 Riga Speltid: n.d. - Åskådare: 255 | Speks-R RIGA       | 3 - 0 | Holte IF           | 25-19, 26-24, 25-15               |
| 24 oktober 2003 Riga Speltid: n.d. - Åskådare: 132 | Örebro Volley      | 0 - 3 | CS Rapid București | 13-25, 20-25, 22-25               |
| 25 oktober 2003 Riga Speltid: n.d. - Åskådare: 428 | Speks-R RIGA       | 2 - 3 | Örebro Volley      | 25-21, 16-25, 25-20, 15-25, 13-15 |
| 25 oktober 2003 Riga Speltid: n.d. - Åskådare: 116 | Holte IF           | 0 - 3 | CS Rapid București | 7-25, 10-25, 14-25                |
| 26 oktober 2003 Riga Speltid: n.d. - Åskådare: 110 | Holte IF           | 1 - 3 | Örebro Volley      | 23-25, 25-22, 17-25, 15-25        |
| 26 oktober 2003 Riga Speltid: n.d. - Åskådare: 374 | CS Rapid București | 3 - 0 | Speks-R RIGA       | 25-12, 25-12, 25-12               |

##### Sluttabell
| Pos. | Lag                | Pt | M | V | F | SV | SF | Kvot  | PV  | PF  | Kvot  |
| ---- | ------------------ | -- | - | - | - | -- | -- | ----- | --- | --- | ----- |
| 1    | CS Rapid București | 6  | 3 | 3 | 0 | 9  | 0  | MAX   | 225 | 122 | 1.844 |
| 2    | Örebro Volley      | 5  | 3 | 2 | 1 | 6  | 6  | 1.000 | 258 | 249 | 1.036 |
| 3    | Speks-R RIGA       | 4  | 3 | 1 | 2 | 5  | 6  | 0.833 | 206 | 239 | 0.862 |
| 4    | Holte IF           | 3  | 3 | 0 | 3 | 1  | 9  | 0.111 | 169 | 248 | 0.681 |

#### Grupp 6
- Spelplats: Tjerkasy, Ukraina

##### Resultat
| 24 oktober 2003 Tjerkasy Speltid: n.d. - Åskådare: 1 800 | Katrineholms VK          | 3 - 2 | Kruh Tjеrkаsy            | 22-25, 22-25, 25-22, 26-24, 15-12 |
| 24 oktober 2003 Tjerkasy Speltid: n.d. - Åskådare: 1 650 | VK Universitet-Technolog | 3 - 0 | Tarmo Volley Hämeenlinna | 25-22, 25-17, 25-19               |
| 25 oktober 2003 Tjerkasy Speltid: n.d. - Åskådare: 2 000 | Kruh Tjеrkаsy            | 3 - 1 | VK Universitet-Technolog | 27-29, 26-24, 25-23, 25-21        |
| 25 oktober 2003 Tjerkasy Speltid: n.d. - Åskådare: 1 650 | Tarmo Volley Hämeenlinna | 3 - 0 | Katrineholms VK          | 25-23, 25-22, 25-22               |
| 26 oktober 2003 Tjerkasy Speltid: n.d. - Åskådare: 1 620 | VK Universitet-Technolog | 3 - 0 | Katrineholms VK          | 25-17, 25-15, 25-14               |
| 26 oktober 2003 Tjerkasy Speltid: n.d. - Åskådare: 1 550 | Tarmo Volley Hämeenlinna | 1 - 3 | Kruh Tjеrkаsy            | 15-25, 22-25, 25-20, 22-25        |

##### Sluttabell
| Pos. | Lag                      | Pt | M | V | F | SV | SF | Kvot  | PV  | PF  | Kvot  |
| ---- | ------------------------ | -- | - | - | - | -- | -- | ----- | --- | --- | ----- |
| 1    | VK Universitet-Technolog | 5  | 3 | 2 | 1 | 7  | 3  | 2.333 | 247 | 207 | 1.193 |
| 2    | Kruh Tjеrkаsy            | 5  | 3 | 2 | 1 | 8  | 5  | 1.600 | 306 | 291 | 1.052 |
| 3    | Tarmo Volley Hämeenlinna | 4  | 3 | 1 | 2 | 4  | 6  | 0.667 | 217 | 237 | 0.916 |
| 4    | Katrineholms VK          | 4  | 3 | 1 | 2 | 3  | 8  | 0.375 | 223 | 258 | 0.864 |

### Åttondelsfinaler

#### Match 1
| 10 december 2003 Speltid: n.d. - Åskådare: 700   | SSV Ulm 1846       | 3 - 0 | CS Madeira               | 25-16, 25-22, 25-22        |
| 10 december 2003 Speltid: n.d. - Åskådare: 100   | FO Vrilīssiōn      | 3 - 0 | VK Slávia EU Bratislava  | 25-12, 25-17, 25-19        |
| 9 december 2003 Speltid: n.d. - Åskådare: 350    | VK Levski Sofia    | 3 - 1 | Schwechat Post           | 25-20, 25-12, 18-25, 25-17 |
| 10 december 2003 Speltid: n.d. - Åskådare: n.d.  | USC Münster        | 3 - 0 | USSP Albi                | 25-20, 25-22, 25-21        |
| 10 december 2003 Speltid: n.d. - Åskådare: 700   | Vakıfbank GS       | 3 - 1 | VK Universitet-Technolog | 25-18, 21-25, 25-17, 25-19 |
| 10 december 2003 Speltid: n.d. - Åskådare: 500   | Castêlo da Maia GC | 3 - 0 | VV Pollux                | 25-22, 25-23, 25-19        |
| 10 december 2003 Speltid: n.d. - Åskådare: 2 550 | PTPS Piła          | 3 - 1 | Filathlītikos OGT        | 19-25, 25-18, 26-24, 25-16 |
| 10 december 2003 Speltid: n.d. - Åskådare: 800   | CS Rapid București | 0 - 3 | Datovoc Tongeren         | 25-27, 24-26, 22-25        |

#### Match 2
| 17 december 2003 Speltid: n.d. - Åskådare: 100   | CS Madeira               | 1 - 3 | SSV Ulm 1846       | 25-18, 15-25, 24-26, 20-25        |
| 17 december 2003 Speltid: n.d. - Åskådare: 500   | VK Slávia EU Bratislava  | 3 - 1 | FO Vrilīssiōn      | 25-20, 24-26, 25-21, 25-17        |
| 17 december 2003 Speltid: n.d. - Åskådare: 300   | Schwechat Post           | 3 - 2 | VK Levski Sofia    | 23-25, 25-18, 25-16, 13-25, 15-7  |
| 17 december 2003 Speltid: n.d. - Åskådare: n.d.  | USSP Albi                | 3 - 2 | USC Münster        | 23-25, 25-23, 26-24, 22-25, 15-12 |
| 11 december 2003 Speltid: n.d. - Åskådare: 800   | VK Universitet-Technolog | 0 - 3 | Vakıfbank GS       | 18-25, 22-25, 23-25               |
| 16 december 2003 Speltid: n.d. - Åskådare: 300   | VV Pollux                | 1 - 3 | Castêlo da Maia GC | 16-25, 21-25, 25-15, 22-25        |
| 18 december 2003 Speltid: n.d. - Åskådare: 300   | Filathlītikos OGT        | 3 - 1 | PTPS Piła          | 25-15, 19-25, 25-16, 25-20        |
| 17 december 2003 Speltid: n.d. - Åskådare: 1 100 | Datovoc Tongeren         | 3 - 0 | CS Rapid București | 25-18, 25-15, 25-18               |

#### Kvalificerade lag
- Vakıfbank GS
- Castêlo da Maia GC
- USC Münster
- Filathlītikos OGT
- VK Levski Sofia
- Datovoc Tongeren
- SSV Ulm 1846
- FO Vrilīssiōn

### Kvartsfinaler

#### Match 1
| 21 januari 2004 Speltid: n.d. - Åskådare: 1 000 | SSV Ulm 1846      | 3 - 0 | FO Vrilīssiōn      | 26-24, 25-22, 25-14              |
| 22 januari 2004 Speltid: n.d. - Åskådare: 360   | VK Levski Sofia   | 0 - 3 | USC Münster        | 21-25, 23-25, 21-25              |
| 22 januari 2004 Speltid: n.d. - Åskådare: n.d.  | Vakıfbank GS      | 3 - 0 | Castêlo da Maia GC | 25-0, 25-0, 25-0                 |
| 21 januari 2004 Speltid: n.d. - Åskådare: 150   | Filathlītikos OGT | 2 - 3 | Datovoc Tongeren   | 25-22, 10-25, 25-20, 20-25, 8-15 |

#### Match 2
| 28 januari 2004 Speltid: n.d. - Åskådare: n.d.  | FO Vrilīssiōn      | 3 - 2 | SSV Ulm 1846      | 23-25, 25-22, 25-23, 22-25, 20-18 |
| 28 januari 2004 Speltid: n.d. - Åskådare: 800   | USC Münster        | 1 - 3 | VK Levski Sofia   | 22-25, 17-25, 25-20, 23-25        |
| 28 januari 2004 Speltid: n.d. - Åskådare: n.d.  | Castêlo da Maia GC | 0 - 3 | Vakıfbank GS      | 0-25, 0-25, 0-25                  |
| 28 januari 2004 Speltid: n.d. - Åskådare: 1 200 | Datovoc Tongeren   | 3 - 0 | Filathlītikos OGT | 25-21, 25-15, 25-12               |

### Slutspelet
|  | Semifinaler      | Semifinaler |              |              | Final               | Final               |  |
|  |                  |             |              |              |                     |                     |  |
|  | SSV Ulm 1846     | 3           |              |              |                     |                     |  |
|  | SSV Ulm 1846     | 3           |              |              |                     |                     |  |
|  | USC Münster      | 1           |              |              |                     |                     |  |
|  | USC Münster      | 1           |              | SSV Ulm 1846 | 0                   |                     |  |
|  |                  |             |              | SSV Ulm 1846 | 0                   |                     |  |
|  |                  |             | Vakıfbank GS | 3            |                     |                     |  |
|  | Vakıfbank GS     | 3           | Vakıfbank GS | 3            |                     |                     |  |
|  | Vakıfbank GS     | 3           |              |              |                     |                     |  |
|  | Datovoc Tongeren | 1           |              |              | Match om tredjepris | Match om tredjepris |  |
|  | Datovoc Tongeren | 1           |              |              |                     |                     |  |
|  |                  |             |              |              |                     |                     |  |
|  |                  |             |              |              | USC Münster         | 0                   |  |
|  |                  |             |              |              | USC Münster         | 0                   |  |
|  |                  |             |              |              | Datovoc Tongeren    | 3                   |  |

#### Semifinaler
| 13 mars 2004 Bursa Speltid: n.d. - Åskådare: 2 100 | SSV Ulm 1846 | 3 - 1 | USC Münster      | 25-20, 25-17, 23-25, 25-20 |
| 13 mars 2004 Bursa Speltid: n.d. - Åskådare: 3 950 | Vakıfbank GS | 3 - 1 | Datovoc Tongeren | 25-17, 14-25, 25-14, 25-22 |

#### Match om tredjepris
| 14 mars 2004 Bursa Speltid: n.d. - Åskådare: 3 100 | USC Münster | 0 - 3 | Datovoc Tongeren | 20-25, 17-25, 14-25 |

#### Final
| 14 mars 2004 Bursa Speltid: n.d. - Åskådare: 4 100 | SSV Ulm 1846 | 0 - 3 | Vakıfbank GS | 19-25, 15-25, 24-26 |

## Individuella utmärkelser
| Utmärkelse              | Namn           | Lag          |
| ----------------------- | -------------- | ------------ |
| Mest värdefulla spelare | Neslihan Demir | Vakıfbank GS |
| Bästa passare           | Tanja Hart     | SSV Ulm 1846 |
| Bästa blockare          | Aysun Özbek    | Vakıfbank GS |
| Bästa spiker            | Alice Blom     | SSV Ulm 1846 |
| Bästa servare           | Neslihan Demir | Vakıfbank GS |
| Bästa libero            | Necla Güçlü    | Vakıfbank GS |